# Roman Dąbrowski
Roman Dąbrowski, altresì noto come Kaan Dobra (Głuchołazy, 14 marzo 1972), è un ex calciatore polacco, di ruolo attaccante.

## Caratteristiche tecniche
Esterno destro, può giocare anche come ala destra o seconda punta.

## Carriera

### Club
Dopo i primi anni in patria, nel 1994 si trasferisce in Turchia, dove si guadagna il nome di Kaan Dobra. Bandiera del Kocaelispor, chiude la carriera in Turchia, nel 2007.

### Nazionale
Debutta il 13 aprile 1994 contro l'Arabia Saudita (1-0). Dopo aver giocato due incontri nel 1994 (compreso quello d'esordio), esce dal giro della Nazionale, rientrando solo con l'ingaggio al Beşiktaş, nel 2002.

## Palmarès

### Club

#### Competizioni nazionali
- Campionato turco: 1

Beşiktaş: 2002-2003
- Coppa di Turchia: 2

Kocaelispor: 1996-1997, 2001-2002